# Farah Karimi
Farahnaz (Farah) Karimi (Bijar Garros (Iran), 15 november 1960) is een Nederlandse politica van Iraanse komaf. Zij was tussen 1998 en 2006 namens GroenLinks lid van de Tweede Kamer. Sinds 2008 is ze algemeen directeur van de ontwikkelingssamenwerkingsorganisatie Oxfam Novib. Sinds 11 juni 2019 is ze daarnaast lid van de Eerste Kamer.

## Achtergrond
Karimi werd geboren in Iran. Ze bezocht basisonderwijs en voortgezet onderwijs in Teheran tussen 1966 en 1978. In 1978 ging ze aan de Technische Universiteit van Isfahan industrieel ontwerp studeren. Vanaf haar vijftiende raakte Karimi geïnteresseerd in progressieve interpretaties van de islam, zoals de feministische interpretatie van de islam van Shariati. Tijdens haar jeugd was Karimi betrokken bij het verzet tegen sjah Mohammed Reza Pahlavi. Karimi zag de Iraanse Revolutie als een moment waarin een socialistische interpretatie van de islam in de praktijk zou kunnen worden gebracht. Maar tijdens de Iraanse revolutie kwam een, in de ogen van Karimi, conservatief bewind aan de macht.
In 1980 verliet ze haar opleiding om zich aan te sluiten bij de Mujahedien Khalq, een links-islamistische verzetsbeweging tegen het islamitische bewind. Ze hield zich binnen de Mujahedien Khalq bezig met het afluisteren van politieberichten. In 1983 vluchtte ze via Irak naar Duitsland, waar ze politiek asiel kreeg op een gedeeltelijk vals vluchtverhaal. Tussen 1985 en 1986 werkte Karimi voor de Mujahedien Khalq in Parijs waar ze valse vluchtverhalen ontwikkelde. In 1986 brak ze definitief met Mujahedin Khalq. In haar boek Het geheim van het vuur (2005) beschreef Karimi uitvoerig haar politieke bewustwording in haar jeugd in Iran, haar ervaring met Mujahedien Khalq en haar breuk met deze organisatie. De Mujahedin Khalq werd door de Europese Unie en de Verenigde Staten van Amerika tot 2008 beschouwd als een terroristische organisatie. In dat jaar hebben  zowel het Europese Hof als de Amerikaanse federale rechtbank uitgesproken dat deze organisatie ten onrechte sinds 2001 als zodanig is betiteld. Karimi noemde de organisatie in een interview in 2005 een "criminele sekte."
In Duitsland bezocht ze vanaf 1985 een studiecollege voor buitenlandse studenten in Hamburg, en studeerde vervolgens tussen 1986 en 1988 wiskunde en informatica aan de Universiteit van Kiel. Tussen 1983 en 1988 was Karimi actief in verschillende vluchtelingenwerkgroepen in Duitsland en in Frankrijk. Haar zus Farzanah bleef actief binnen de Mujahedien Khalq, wat ze uiteindelijk met haar leven moest bekopen.
In 1989 vestigde Karimi zich met haar gezin in Nederland. Aan de Rijksuniversiteit Groningen studeerde ze "Beleid en Bestuur in Internationale Organisaties". Tevens vroeg ze de Nederlandse nationaliteit aan. Vanaf 1993 ging Karimi werken in de semi-publieke sector. Tussen 1993 en 1994 was ze medewerker van de Stichting Probe in Hoogezand-Sappemeer. Vanaf 1994 was ze coördinator van Aisa, een project voor emancipatie en ondersteuning van zwarte, migranten- en vluchtelingenvrouwen. Ze werd in 1997 lid van GroenLinks. In april 1998 werd ze lid van het partijbestuur van deze partij. In 1998 was ze kortstondig landelijk projectleider van 'Heel de buurt', een project bij het Nederlands Instituut voor Zorg en Welzijn. Daarnaast was Karimi maatschappelijk actief. Ze was tussen 1991 en 2001 lid van het bestuur van Vluchtelingen-Organisaties Nederland (VON). Daarnaast was ze lid van het bestuur Algemeen Maatschappelijk Werk in Groningen tussen 1993 en 1994 en van het bestuur van Transact, het Landelijk expertisecentrum seksespecifieke zorg en seksueel geweld tussen 1996 en 1998. Ook was ze lid van de adviescommissie ASKV/Steunpunt Vluchtelingen.

## Politieke loopbaan

### Tweede Kamer (1998-2006)
Bij de verkiezingen van 1998 werd Karimi verkozen in de Tweede Kamer voor GroenLinks. Toen ze actief werd bij GroenLinks verzweeg ze haar betrokkenheid bij de Mujahedien Khalq. In de Tweede Kamer hield zij zich bezig met Buitenlandse Zaken, Ontwikkelingssamenwerking, Europese Zaken en Defensie. Als zodanig was ze lid van de werkgroep over de Herculesramp van de Tweede Kamer en ondervoorzitter van de vaste commissie voor Europese Zaken. Ook was ze lid van de werkgroep die een parlementair onderzoek deed naar het inlichtingenrecht van de Tweede Kamer bij de inzet van de krijgsmacht. Ze was ook lid van de commissie voor Justitie, van de contactgroep Duitsland en de Parlementaire Assemblee van de NAVO. In 1999 stemde zij samen met Ineke van Gent (als enige leden van hun fractie) vóór een motie-Van Bommel waarin om stopzetting van de NAVO-bombardementen in verband met de militaire interventie in Kosovo werd gevraagd.
In 2003 diende ze samen met Niesco Dubbelboer van de PvdA en Boris van der Ham van D66 een voorstel in om een Nederlands referendum over het Verdrag tot vaststelling van een Grondwet voor Europa te houden. Karimi was de eerste indiener. Dit voorstel werd in 2005 wet. Ook interpelleerde zij minister Jozias van Aartsen over de American Service-Members' Protection Act, die de Amerikaanse overheid verplicht om Amerikaanse onderdanen die voor het Internationaal Strafhof in Den Haag worden gebracht -zo nodig met geweld- te bevrijden, en minister Ben Bot over de Nederlandse steun voor de oorlog in Irak. Ze ondernam ook een initiatief om vrije Iraanse media, Rooz and Radio Zamaneh, te ondersteunen met 15 miljoen euro. Dit werd eind 2004 unaniem door de Tweede Kamer gesteund. Karimi stelde zich hierna niet meer beschikbaar voor de verkiezingen van 2006.
Karimi reisde voor haar werk naar vele conflictgebieden. In mei 2005 bezocht zij leden van de oppositie in Iran. Ze werd op het vliegveld van Teheran ondervraagd. Ook werden er gegevens uit haar agenda gekopieerd. Dit leidde tot een formeel protest van minister Bot bij de Iraanse ambassadeur.
De rode draad in haar Kamerwerk vormden mensenrechten en het internationaal recht in het Nederlandse buitenlandse beleid. Ze heeft altijd bijzondere aandacht gehad voor het conflict tussen Israël en Palestina en de ontwikkelingen in Afghanistan en Iran. Ze schreef hierover in Het geheim van het vuur en in Slagveld Afghanistan (2006).

### Eerste Kamer (2019-heden)
Op 11 juni 2019 werd zij lid van de Eerste Kamer voor GroenLinks waar zij in de fractie vicevoorzitter en secretaris werd. Het partijcongres op 4 februari 2023 zette haar op de kandidatenlijst voor de verkiezingen voor de Eerste Kamer op plek 2. GroenLinks haalde 7 zetels in de Eerste Kamerverkiezingen 2023, en Karimi werd met voorkeursstemmen gekozen.

## Na de politiek
Begin 2007 ging Karimi voor het Ontwikkelingsprogramma van de Verenigde Naties werken. Ze was Senior Consultant van UNDP Afghanistan voor het project SEAL (Support to the Establishment of the Afghan Legislator): ze verzorgde opleiding en ondersteuning voor aspirant-parlementsleden in Afghanistan. In november 2007 werd ze benoemd tot algemeen directeur van Oxfam Novib. Ze volgde Sylvia Borren op.
Karimi is ook maatschappelijk actief. Ze schrijft voor Rooz, een vrije, Perzische online krant. Sinds 2004 is ze lid van de raad van advies van het International Institute for the Study of Islam in the Modern World in Leiden. Sinds 2006 is ze oprichter-voorzitter van Stichting Bridging the Gulf, een stichting voor menselijke veiligheid in het Midden-Oosten. Tussen 2006 en 2007 was ze bestuurslid van Parliamentarians for Global Action in New York.

## Persoonlijk
Karimi beschouwt zichzelf als "matig gelovende moslima." Karimi is twee keer getrouwd geweest. Haar eerste man was ook betrokken bij de Mujahedien Khalq. Toen zij met de organisatie brak in 1986, scheidde ze ook van hem. Ze heeft één zoon van haar eerste man, die geboren is toen Karimi vluchtte uit Iran. In 1989 was ze opnieuw getrouwd. Nu is haar huwelijkse status "ongehuwd". Karimi spreekt Farsi, Nederlands, Engels, Turks en Duits.